# Wessington Springs (Dakota del Sur)
Wessington Springs es una ciudad ubicada en el condado de Jerauld en el estado estadounidense de Dakota del Sur. En el Censo de 2010 tenía una población de 956 habitantes y una densidad poblacional de 208,66 personas por km².

## Geografía
Wessington Springs se encuentra ubicada en las coordenadas 44°4′50″N 98°34′18″O / 44.08056, -98.57167. Según la Oficina del Censo de los Estados Unidos, Wessington Springs tiene una superficie total de 4.58 km², de la cual 4.58 km² corresponden a tierra firme y (0%) 0 km² es agua.

## Demografía
Según el censo de 2010, había 956 personas residiendo en Wessington Springs. La densidad de población era de 208,66 hab./km². De los 956 habitantes, Wessington Springs estaba compuesto por el 98.95% blancos, el 0% eran afroamericanos, el 0.31% eran amerindios, el 0.31% eran asiáticos, el 0% eran isleños del Pacífico, el 0.21% eran de otras razas y el 0.21% pertenecían a dos o más razas. Del total de la población el 0.63% eran hispanos o latinos de cualquier raza.